# 城北镇 (梅州市)
城北镇是中国广东省梅州市梅江区下辖的一个镇，位于梅州市区北面,总面积为118.5平方公里，常住居民人口为5.5万人，辖下设20个村、5个社区，2005年全镇工农业总收入达5.11亿元。

## 行政区划
现辖：
城北社区、车站社区、五洲社区、小花园社区、白围社区、五里亭村、中村、古洲村、新田村、上村、黄留村、黄明村、明阳村、岭上村、玉西村、玉水村、扎下村、扎上村、干光村、干才村、群益村、扬文村、三村、塔下村和银营村。

## 中国传统村落
2013年8月，玉水村被评为第二批中国传统村落。